# St. Bonifatiuscollege
Het St. Bonifatiuscollege (ook wel Boni genoemd) is een Nederlandse rooms-katholieke middelbare scholengemeenschap voor gymnasium, atheneum en havo in de Utrechtse wijk Abstede. De school is genoemd naar de middeleeuwse heilige bisschop Bonifatius.
Anno 2021 telt de school ongeveer 140 medewerkers en 1480 leerlingen. De leerlingen zijn afkomstig uit de stad Utrecht, een deel der leerlingen komt vanuit de regio. In januari 2018 is drs. J.A.S.M. Schreuder aangesteld als rector van het St. Bonifatiuscollege.

## Geschiedenis
In september 1922 ging het St. Bonifacius-Lyceum (de naam nog eindigend op -cius) als eerste gemengde, katholieke middelbare school van Nederland van start met negen docenten en vijfentachtig leerlingen. De nieuwe school werd als lyceum gesticht. Dat betekende dat gymnasiasten en HBS-ers de eerste twee jaar samen de lessen volgden. In 1945 werd het lyceum uitgebreid met een MMS en in 1948 kwam de HBS-a erbij. Deze samenstelling duurde tot 1968 toen de Mammoetwet werd ingevoerd. Hiermee verscheen de samenstelling zoals we die vandaag nog kennen: een college met gymnasium, atheneum en havo. In deze periode was de school gehuisvest aan de Kromme Nieuwegracht.
De 85 leerlingen in 1922 werden er 403 (onder wie 89 meisjes) in 1939. In 1970 werd het St. Bonifatiuscollege met 1725 leerlingen de grootste middelbare school van Nederland. Het aantal meisjes vormde in die tijd de helft van de leerlingenpopulatie. Maar de school, zo vond men, groeide uit haar voegen. De dependance in Overvecht ging daarom zelfstandig door als College De Klop. Sindsdien is het leerlingenaantal op het Boni geleidelijk weer gegroeid, van 1100 tot ruim 1480.

## Gebouwen
De school is normaal gevestigd in een tweetal gebouwen: het hoofdgebouw aan de Fockema Andreaelaan 7, gebouwd in 1960, en het tegenover gelegen brugklasgebouw aan de Fockema Andreaelaan 9, gebouwd in 2005.
Het hoofdgebouw is de afgelopen jaren gerenoveerd, de oplevering was in 2023.

## Flexrooster
Met ingang van het schooljaar 2021/2022 werkt het Boni met een flexrooster. Hiermee kunnen leerlingen hun schooldag afstemmen op hun specifieke behoeften. Leerlingen kunnen via Zermelo (rooster-app) hun rooster bekijken en deels aanpassen. De leerlingen kunnen voor en na de reguliere vaklessen de zogenoemde flexuren (min. 3 flexuren per week) inplannen. Het aanbod van flexuren is erg variërend, bijv. snijpracticum, yoga en muziek (Boni+ uren). Daarnaast worden inhaallessen aangeboden, zodat corona-achterstanden weggewerkt kunnen worden. Verder kunnen leerlingen binnen deze flexuren extra vakondersteuningslessen volgen.

## Bekende oud-leerlingen en leraren

### Oud-leerlingen
- Alain Teister, schrijver, dichter, beeldend kunstenaar
- Joost Broerse, voetballer
- C.C.S. Crone, schrijver
- Marcel van Dam, politicus
- Cees van Eijk, politicus
- Carl Grasveld, vicaris-generaal bisdom Groningen
- Renske de Greef, schrijfster
- Willy van Hemert, regisseur
- Carice van Houten, actrice
- Jelka van Houten, actrice
- Agnes Jongerius, vakbondsbestuurder
- Saar Koningsberger, presentatrice
- Erwin Kroll, weerman
- Jan Kuitenbrouwer, schrijver, journalist, taalkundige
- Dzifa Kusenuh, actrice en presentatrice
- Ad van Liempt, journalist, publicist en tv-programmamaker
- Julika Marijn, actrice
- Jeroen van Merwijk, cabaretier
- Sofie Nielander, internationaal model
- Joost van Oostrum, politicus en burgemeester
- Robin Rienstra, acteur
- Paulien van Schaik, jazzzangeres
- Alje Schut, voetballer
- Tineke Schouten, comédienne
- Theo Sontrop, uitgever
- Jochem Uytdehaage, schaatser
- Jean van de Velde, regisseur
- Peter Vos, tekenaar
- Max Westerman, journalist
- Xander van der Wulp, politiek journalist
- Sjors Ultee, voetbaltrainer

### Leraren
- John van den Borst (1956), dammer
- Siep de Haan (1958), homorechtenactivist